# Osamu Asano
Osamu Asano (jap. 浅野修 Asano Osamu) – japoński zapaśnik w stylu wolnym. Srebrny medal w mistrzostwach Azji w 1981.